# Die Buchdrucker des 16. und 17. Jahrhunderts im deutschen Sprachgebiet
Die Buchdrucker des 16. und 17. Jahrhunderts im deutschen Sprachgebiet ist der Titel eines in mehreren Ausgaben erschienenen Buches über frühe Buchdrucker im deutschen Sprachgebiet. Das 1963 erstmals von Josef Benzing publizierte Werk entwickelte sich zum Standardwerk für Informationen über die Drucker und Druckaktivitäten in verschiedenen Städten. Die Deutsche Nationalbibliothek kategorisiert insbesondere die dritte Ausgabe in ihre Rubriken „Industrielle und handwerkliche Fertigung“ sowie „Handschriften, seltene Bücher“.

## Inhalt der dritten Ausgabe

### Allgemeines
Insbesondere die zunächst 2007 erschienene Neuausgabe von Christoph Reske gab den seinerzeitigen biographischen und bibliographischen Kenntnisstand über 381 Orte des deutschen Sprachraumes wieder sowie über 2662 Buchdrucker des 16. und 17. Jahrhunderts sowie 326 Drucker, die „bestehende Offizine des 17. Jahrhunderts übernahmen, aber nur im 18. Jahrhundert aktiv waren“. Gegenüber früheren Ausgaben wurden die Angaben ergänzt um Facetten der jeweiligen Lebenssituationen der beschriebenen Personen, etwa

„Familienmitglieder, Bekanntenkreis (u. a. Autoren), finanzielle Lage (Schulden, weitere Geschäfte), Besitz (fahrendes Habe, Immobilien, Erbschaften), Verhältnis zu Obrigkeiten (Bestallungen, Zensur, Klagen), Werkstattausstattung, Mitarbeiter, Bezüge zu Kollegen, u. a. mit exakter Wiedergabe der entsprechenden Quellen …“

Reske wollte nicht nur ein Nachschlagewerk herausgeben, sondern

„… oftmals tiefe Einblicke in die Arbeitswelt der einzelnen Drucker, Dynastien und des ganzen Berufszweiges [vermitteln] wie auch in die Lebenswirklichkeiten der Zeit und in die Geisteslage, wie sie sich u. a. durch die Buchproduktion darlegt …“

### Forschungsbedarf
Schon im Vorwort seines Buches bittet der Autor Christoph Reske „um Nachsicht, [daß] angesichts der Fülle des Materials […] das eine oder andere übersehen worden sein könnte“, wie etwa das Beispiel Nicolaus Förster zeigt.

## Auflagen
- Josef Benzing: Die Buchdrucker des 16. und 17. Jahrhunderts im deutschen Sprachgebiet (= Beiträge zum Buch- und Bibliothekswesen. Band 12) Harrassowitz, Wiesbaden 1963, DNB 118655663; urn:nbn:de:bsz:14-db-id5148437644.
- dito, 2., verbesserte und ergänzte Auflage. 1982, ISBN 3-447-02175-6
- Christoph Reske: Die Buchdrucker des 16. und 17. Jahrhunderts im deutschen Sprachgebiet / Auf der Grundlage des gleichnamigen Werkes von Josef Benzing (= Beiträge zum Buch- und Bibliothekswesen. Band 51). Harrassowitz, Wiesbaden 2007, ISBN 978-3-447-05450-8 (eingeschränkte Vorschau in der Google-Buchsuche).
- dito, 2., überarbeitete und erweiterte Auflage. 2015, ISBN 978-3-447-10416-6.